# فرنسيس غافين
فرنسيس غافين (بالإنجليزية: Francis Gavin) هو مؤرخ وكاتب أمريكي، ولد في 4 ديسمبر 1965 في الولايات المتحدة.